# Ley de Abolición de la Pena de Muerte de 1973
La Ley de abolición de la pena de muerte de 1973 (en inglés Death Penalty Abolition Act 1973) es una ley del Parlamento de Australia que abolió las disposiciones sobre la pena de muerte en la ley estatutaria de la Mancomunidad de Australia y sus territorios internos y externos.